# Romas Kirveliavičius
Romas Kirveliavičius, né le 5 mars 1988 à Druskininkai, est un handballeur autrichien. Il évolue au poste d'arrière au SG BBM Bietigheim et en équipe nationale d'Autriche.